# Ministro per il Coordinamento della Difesa
La carica di ministro per il Coordinamento della Difesa (inglese: Minister for Co-ordination of Defence) fu una posizione del governo britannico stabilita nel 1936 per coordinare e sovrintendere al riarmo e alla difesa della Gran Bretagna.

## Storia
La carica venne istituita dal primo ministro Stanley Baldwin, in risposta alle critiche riguardo alla presunta debolezza delle forze armate britanniche rispetto al crescente apparato militare della Germania nazista. Questa campagna venne condotta da Winston Churchill e molti si aspettavano che l'incarico venisse assegnato al nuovo ministro, anche se quasi ogni altra figura di alto livello nel Governo nazionale venne anche ipotizzata da politici e commentatori. Nonostante ciò, la scelta di Baldwin del procuratore generale Sir Thomas Inskip provocò diffuso stupore. Una frase famosa fu: "Questo è la nomina più cinica da quando Caligola fece il suo cavallo console". La nomina venne ora considerata come un segno di prudenza da Baldwin, che non volle assegnare l'incarico ad una persona come Churchill che sarebbe stata interpretata dalle potenze straniere come segno del Regno Unito di preparazione alla guerra, così come il desiderio di evitare di prendere a bordo un ministro controverso e radicale.
Nel 1939 Inskip successe al Primo lord del mare Lord Chatfield. Quando scoppiò la seconda guerra mondiale, il nuovo primo ministro Neville Chamberlain formò un piccolo governo di guerra e ci si aspettava che Chatfield avrebbe servito come portavoce per i tre ministri di servizio, il Segretario di Stato per la guerra, il Primo lord dell'ammiragliato e il Segretario di Stato per l'aeronautica; tuttavia le considerazioni politiche portarono tutti e tre i posti ad essere presenti nel governo e il ruolo di Chatfield divenne sempre più ridondante. Nel mese di aprile 1940 la carica venne formalmente sciolta e le funzioni trasferite ad altri ministri.
Il mese successivo Chamberlain venne sostituito come primo ministro da Winston Churchill, che prese il titolo aggiuntivo di "Ministro della Difesa"; questo fu, però, un ufficio separato dal Ministero per il Coordinamento della Difesa, anche se i due titoli vennero spesso usati come sinonimi.

## Ministri per il Coordinamento della Difesa, 1936–1940
| Ministro | Ministro | Ministro        | Primo ministro                       | Partito              | Inizio          | Fine            |
| -------- | -------- | --------------- | ------------------------------------ | -------------------- | --------------- | --------------- |
|          |          | Thomas Inskip   | Stanley Baldwin, Neville Chamberlain | Partito Conservatore | 13 marzo 1936   | 29 gennaio 1939 |
|          |          | Ernle Chatfield | Neville Chamberlain                  | Indipendente         | 29 gennaio 1939 | 3 aprile 1940   |